# خانه ماشاءالله برخالو یهیم
خانه ماشاءالله برخالو یهیم مربوط به اواخر دوره قاجار است و در شیراز، ابتدای گذر سنگ سیاه، کوچه پشت بیت المهدی واقع شده و این اثر در تاریخ ۱۰ خرداد ۱۳۸۲ با شمارهٔ ثبت ۸۶۹۳ به‌عنوان یکی از آثار ملی ایران به ثبت رسیده است.